# Vera Laughton Mathews
Elvira Sibyl Marie Mathews (nacida Laughton; Hammersmith, Londres, 25 de septiembre de 1888 - Londres, 25 de septiembre de 1959), conocida como Vera Laughton Mathews, fue una oficial militar y administradora británica. Fue la segunda directora del Servicio Naval Real de Mujeres (WRNS, por sus siglas en inglés: Women's Royal Naval Service), cargo que ocupó desde su reforma en 1939 hasta 1946.

## Primeros años y familia
Elvira Sibyl Marie Laughton nació en Hammersmith, Londres, el 25 de septiembre de 1888, hija de John Knox Laughton y María Josefa de Alberti, de Cádiz, España. Tenía tres hermanos y una hermana, Grace Laughton Bell. Mathews fue educada en escuelas católicas: el Convento de San Andrés (en Streatham) y en Tournai (en Bélgica).
Vera Laughton estuvo casada con Gordon Mathews desde el 10 de junio de 1924 hasta su muerte en 1943; tuvieron dos hijos y una hija.

## Carrera militar
Mathews se unió al Servicio Naval Real de Mujeres desde su creación en 1918 y fue designada con el rango de oficial principal (equivalente a un teniente comandante de la Marina Real.[cita requerida]
Inicialmente fue oficial de unidad del Depósito de Entrenamiento del WRNS en el Crystal Palace al sur de Londres; el Depósito se cerró inmediatamente después de que se firmara el Armisticio en noviembre de 1918, ya que el reclutamiento había cesado. Mathews pasó a servir en varios puestos en la costa este de Gran Bretaña hasta su desmovilización en 1919.
Fue nombrada nuevamente directora del Servicio Naval Real de Mujeres reformado en 1939, con Ethel Goodenough como su adjunta. Goodenough murió en 1946 de polio  y Mathews se retiró en 1947.
La organización benéfica Vera Laughton Mathews' Award se creó el 21 de marzo de 1969 con el objetivo de apoyar la educación y la formación de las hijas del expersonal del Servicio Naval Real de Mujeres. La organización se disolvió en 2012.

## Campañas políticas y periodismo
Mathews se unió a la WSPU cuando era una mujer joven y en 1911 se unió a la Sociedad Católica por el Sufragio de las Mujeres (más tarde conocida como Alianza Social y Política de Santa Juana), y fue presidenta de la Alianza entre 1932 y 1939.
En 1914, fue nombrada editora interina de la revista The Suffragette. También trabajó en la revista Time and Tide, lanzada por Lady Rhondda en 1920.

## Carrera de posguerra
Después de retirarse del Servicio Naval Real de Mujeres, el gobierno laborista de posguerra le pidió a Vera, entonces Dama Comendadora de la Orden del Imperio Británico, que formara parte de varios comités industriales. Presidió el Consejo de Consumidores Domésticos de Carbón entre 1947 y 1950. Fue la primera mujer que trabajó en la gestión de la industria del gas, como miembro de la Junta de Gas del Sureste entre 1949 y 1959. También se desempeñó como asesora en Asuntos de la Mujer del Consejo Nacional del Gas. En 1958 fue nombrada presidenta de la Federación Británica de Mujeres Profesionales y de Negocios.

## Afiliaciones
- Comisionada de las Guías
- Capitán de Sea Rangers
- Presidenta de la Alianza Social y Política de Santa Juana (1932-1939)
- Presidenta del Consejo de Consumidores Nacionales de Carbón (1947-1950)
- Presidenta de la Sociedad Nacional de Reducción del Humo (1949-1951)
- Miembro de la Junta de Gas del Sureste (SEGAS) (1949-1959)
- Asesora de Asuntos de la Mujer del Consejo del Gas
- Presidenta vitalicia de la Asociación de Wrens (Servicio Naval Real de Mujeres)
- Presidenta de la Alianza Social y Política Internacional de Santa Juana
- Presidenta del Comité de la Condición de la Mujer, Alianza Social y Política de St. Joan
- Presidenta del Club de Natación Sirena
- Miembro de la Asociación de Guías del Consejo
- Presidenta de la Federación Británica de Mujeres Empresarias y Profesionales

## Autobiografía
Blue Tapestry, publicado por Hollis & Carter en Londres, 1948.